# Naruto-Linie
| Streckenbeginn in Ikenotani |                         |                                      |                                      |
| Streckenlänge: | 8,5 km                  |                                      |                                      |
| Spurweite: | 1067 mm (Kapspur)       |                                      |                                      |
| |                         |                                      |                                      |
| Gesellschaft: | Shikoku Railway Company |                                      |                                      |
| \| \| \| von Tokushima \| \| \| \| 0,0 \| Ikenotani (池谷駅) N04 \| Ikenotani (池谷駅) N04 \| \| \| \| Kōtoku-Linie (高徳線) nach Takamatsu \| \| \| \| 1,3 \| Awa-Ōtani (阿波大谷駅) N05 \| Awa-Ōtani (阿波大谷駅) N05 \| \| \| 3,0 \| Tatsumichi (立道駅) N06 \| Tatsumichi (立道駅) N06 \| \| \| \| Tokushima-Autobahn \| \| \| \| 4,9 \| Kyōkaimae (教会前駅) N07 \| Kyōkaimae (教会前駅) N07 \| \| \| \| N 11 \| \| \| \| 5,7 \| Konpiramae (金比羅前駅) N08 \| Konpiramae (金比羅前駅) N08 \| \| \| 7,2 \| Muya (撫養駅) N09 \| Muya (撫養駅) N09 \| \| \| 8,5 \| Naruto (鳴門駅) N10 \| Naruto (鳴門駅) N10 \| \| \| \| Fähre nach Fukura \| \| |                         |                                      |                                      |
| Strecke |                         | von Tokushima                        | von Tokushima                        |
| Bahnhof | 0,0                     | Ikenotani (池谷駅) N04               | Ikenotani (池谷駅) N04               |
| Abzweig geradeaus und nach links |                         | Kōtoku-Linie (高徳線) nach Takamatsu | Kōtoku-Linie (高徳線) nach Takamatsu |
| Haltepunkt / Haltestelle | 1,3                     | Awa-Ōtani (阿波大谷駅) N05           | Awa-Ōtani (阿波大谷駅) N05           |
| Haltepunkt / Haltestelle | 3,0                     | Tatsumichi (立道駅) N06              | Tatsumichi (立道駅) N06              |
| Strecke mit Straßenbrücke |                         | Tokushima-Autobahn                   | Tokushima-Autobahn                   |
| Haltepunkt / Haltestelle | 4,9                     | Kyōkaimae (教会前駅) N07             | Kyōkaimae (教会前駅) N07             |
| Strecke mit Straßenbrücke |                         | N 11                                 | N 11                                 |
| Haltepunkt / Haltestelle | 5,7                     | Konpiramae (金比羅前駅) N08          | Konpiramae (金比羅前駅) N08          |
| Haltepunkt / Haltestelle | 7,2                     | Muya (撫養駅) N09                    | Muya (撫養駅) N09                    |
| Kopfbahnhof Strecke ab hier außer Betrieb | 8,5                     | Naruto (鳴門駅) N10                  | Naruto (鳴門駅) N10                  |
| Eisenbahnfähre (Strecke außer Betrieb) |                         | Fähre nach Fukura                    | Fähre nach Fukura                    |

Die Naruto-Linie (japanisch 鳴門線, Naruto-sen) ist eine achteinhalb Kilometer lange Eisenbahnstrecke in der Präfektur Tokushima auf der Insel Shikoku in Japan, die von der Shikoku Railway Company (JR Shikoku) betrieben wird. Sie verläuft von West nach Ost und verbindet den Keilbahnhof Ikenotani mit dem Zentrum von Naruto, beide in der Gemeinde Naruto, Tokushima.

## Geschichte
1916 eröffnete die Awa Electric Railway Co. eine Verbindung von Nakahara nach Naruto, einschließlich des Abschnitts Yoshinari–Ikenotani, der heute Teil der Kōtoku-Linie ist. 1933 wurde das Unternehmen verstaatlicht. Der Güterverkehr wurde 1984 eingestellt.

### Frühere abzweigende Strecken

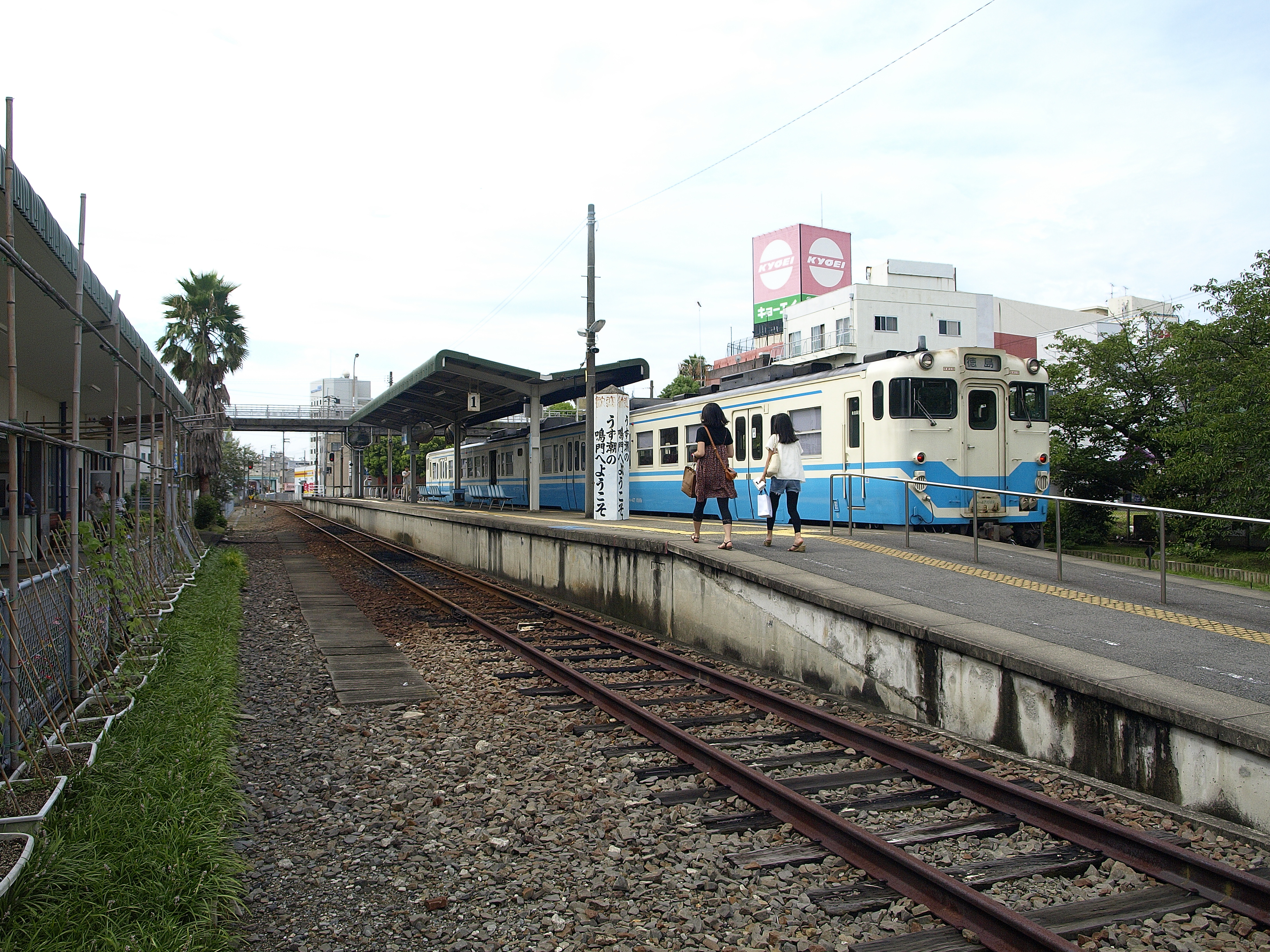
Bahnhof von Naruto

Von Naruto ging eine Fähre nach Fukura auf der Insel Awaji, die den Anschluss an die 23 km lange Strecke der Awaji-Bahn nach Sumoto ermöglichte. Mit dem Bau der Konaruto-Brücke (japanisch 小鳴門橋) und später der Muya-Brücke wurde die Fährverbindung überflüssig. Der Verlauf der N 11 einschließlich des ca. 130 Meter langen Tosadomari-Tunnels lassen den ehemaligen Streckenverlauf heute noch erkennen. In Sumoto bestand eine Fährverbindung nach Tanagawa. Die Strecke wurde zwischen 1922 und 1925 eröffnet und 1947 mit 600 V Gleichspannung elektrifiziert; 1966 wurde sie stillgelegt.

## Betrieb
Obwohl der offizielle Beginn der Strecke in Ikenotani liegt, gilt Naruto als Ausgangspunkt der Zugverbindungen, weil Züge der Kōtoku-Linie von Tokushima kommen und Naruto die Endstation ist. Dies soll einen effizienteren Anschluss an die Kōtoku-Linie in Ikenotani ermöglichen. Alle regulären Züge sind Nahverkehrszüge, von denen die meisten bis Tokushima fahren, einige wenige mit Anschluss zur Mugi-Linie. Es gibt keinen Durchgangsverkehr nach/von Takamatsu, weshalb Fahrgäste in Ikenotani umsteigen müssen. Verbindungen zu der Kōtoku-Linie, wo der Uzushio-Express verkehrt, sind schlecht mit Wartezeiten von 30 Minuten bis zu einer Stunde.
Während einige Züge im Einmannbetrieb geführt werden, haben andere einen Zugbegleiter. Wegen der Kürze der Bahnsteige werden in einigen Haltestellen nur die Türen bestimmter Wagen geöffnet, wenn der Zug aus mehr als drei Wagen besteht.
Die in Kapspur ausgeführte, nicht elektrifizierte Strecke ist eingleisig; eine Zugkreuzung ist nur in den Endbahnhöfen Ikenotani und Naruto möglich.

## Fahrplan
- Alle Stationen befinden sich in Naruto, Tokushima.
- Nahverkehrszüge halten an allen Stationen.